# Petrovac (miasto Leskovac)
Petrovac (cyr. Петровац) – wieś w Serbii, w okręgu jablanickim, w mieście Leskovac. W 2011 roku liczyła 146 mieszkańców.